# Nelson Prudêncio
Nelson Prudêncio (1944. április 4. – São Carlos, 2012. november 23.) brazil atléta, hármasugró.

## Pályafutása
1968-ban vett részt első alkalommal az olimpiai játékokon. Könnyedén jutott be a hármasugrás döntőjébe, ahol 17,27-dal új világrekordot ugrott. Ebben a döntőben négy alkalommal született világrekord, ebből Nelsoné volt a harmadik. A szovjet Viktor Szanejev az utolsó körben ugrott 17,39-dal nyerte meg a számot, Nelson csúcsa így hamar megdőlt, az ezüstérmet azonban így is megszerezte.
A müncheni olimpián 17,05-ös eredménnyel harmadikként zárt Viktor Szanejev és az NDK-beli Jörg Drehmel mögött. Négy évvel később, 1976-ban a montreali olimpiai játékokon is részt vett, ekkor azonban már nem tartozott az élversenyzők közé; a negyeddöntőből nem jutott tovább, és végül tizennegyedik lett.

## Halála
2012. november 23-án hunyt el São Carlos-i otthonában. Halálát tüdőrák okozta, 68 éves volt.

## Egyéni legjobbjai
- Hármasugrás - 17,27 méter (1968)